# Kościół Wniebowzięcia Najświętszej Maryi Panny w Balzan
Kościół Wniebowzięcia Najświętszej Maryi Panny (malt. Il-knisja ta' Santa Marija Assunta, ang. Church of the Assumption of the Blessed Virgin Mary), znana lokalnie jako Kościół Najświętszej Maryi (malt. Il-knisja ta’ Santa Marija, ang. St Mary's Church) – rzymskokatolicki kościół w wiosce Balzan na Malcie.

## Położenie
Kościół Najświętszej Maryi leży w centrum Balzan, na terenie jednej ze starszych stref wioski. Przy ulicy, biegnącej za kościołem, i noszącej to samo miano – Santa Marija – znaleźć można stare domy wioski, niektóre z nich są starsze niż sam kościół. Lecz należy zwrócić uwagę, że istniejący kościół nie jest pierwszym, zbudowanym na tym miejscu. Wcześniej stały tutaj dwa inne.
Przed kościołem, umieszczona na postumencie na środku placyku, stoi figura Matki Bożej, wykonana w roku 1838 przez maltańskiego rzeźbiarza Sigismondo Dimecha.

## Historia

### Pierwszy kościół
Kiedy 1 lutego 1575 biskup Pietro Dusina wizytował Balzan, pierwszy kościół ta' Santa Marija był ukończony przed zaledwie kilkoma miesiącami; biskup zapisał, że kościół został zbudowany „w sierpniu poprzedniego roku” (1574). Znajdował się tam jeden ołtarz poświęcony Wniebowzięciu Matki Bożej. Lecz raport z duszpasterskiej wizyty biskupa Tomása Gargallo w dniu 4 grudnia 1601 podaje, że kościół miał jeszcze inne dwa ołtarze: Matki Boskiej Nieustającej Pomocy po lewej oraz św. Katarzyny po prawej stronie.
Więcej informacji o kościele podaje raport biskupa Baldassare Cagliaresa z 28 listopada 1615: kościół miał troje drzwi, a przed nim był spory cmentarz, otoczony płotem. Główny ołtarz był kamienny, stał w prostokątnej apsydzie. Wymieniony jest również kolejny, czwarty już, ołtarz, pod wezwaniem św. Józefa. Wikariusz kapitulny Pier Francesco Pontremoli, w raporcie z 8 października 1634 podaje, że główne wejście skierowane było na zachód, pozostałe zaś na północ i na południe.
Z wizyty biskupa Miguela Juana Balaguera 2 maja 1637 wiemy, że kościół był czysty i dobrze zarządzany, mamy też opis obrazu tytularnego: w górnej części Bóg Ojciec, w dolnej wznosząca się do nieba Maryja. Obraz miał złoconą ramę. Jednak z czasem stan kościoła się pogarszał. Po następnej wizycie 12 grudnia 1658 ten sam biskup ekssekrował kościół, i zarządził jego opróżnienie i przeniesienie wszystkich rzeczy do kościoła parafialnego. Mieszkańcy wystosowali prośbę do biskupa, aby zrewidował swoją decyzję, przyrzekając jednocześnie uporządkowanie kościoła. Prośba pozostała bez odpowiedzi. 26 września 1673, podczas wizyty biskupa Lorenzo D'Astiria, przedłożona została mu ponownie prośba. Biskup uchylił decyzję swego poprzednika, i w ciągu dwóch lat kościół został odbudowany; jego ponowne poświęcenie nastąpiło 10 marca 1675.

### Drugi kościół
Pierwszy opis drugiego kościoła mamy z pastoralnej wizyty biskupa Miguela de Moliny 3 stycznia 1679. Kościół miał dwoje drzwi, główne na południe, drugie na zachód. W kościele był ołtarz główny oraz trzy mniejsze. Te ostatnie zostały później usunięte, aby zrobić miejsce dla wiernych, co wiemy z raportu wizyty biskupa Bartolomé Rulla z 9 października 1758. Z przodu kościoła, pod kopułą, znajdował się mały dzwon. Z wizyty biskupa Vincenzo Labiniego 9 czerwca 1781 wiemy, że kościół miał kształt prostokąta. Świątynia z czasem znów została zaniedbana, co mówi raport tegoż biskupa z 12 grudnia 1791. Z relacji biskupa Ferdinando Mattei 18 października 1811 wynika, że wciąż odprawiano tam praktyki religijne. Opiekunem kościoła był wtedy ksiądz Salvatore Sammut, który w roku 1818 przeprowadził jego remont.

### Trzeci, aktualny kościół
Aktualny kościół, dedykowany również Wniebowzięciu Maryi Panny, zbudowany został w roku 1846 staraniem księdza Salvatore Sammuta, co mówi relacja z wizyty biskupa Publio Marii Santa z 25 kwietnia 1849.

## Wygląd zewnętrzny i otoczenie
Przed kościołem znajduje się placyk, który w przeszłości był cmentarzem. Świątynia znajduje się na niewielkim podwyższeniu, prowadzą do niej dwa stopnie. Kaplica posiada troje drzwi, chociaż tylko dwoje z nich, główne wychodzące na południe, oraz boczne od wschodniej strony, mogą być używane. Trzecie drzwi, od strony zachodniej, są zamurowane, gdyż ściana ta styka się z prywatnym domem.
Świątynia imponuje swoją wspaniałą zewnętrzną architekturą. Fasada jest elegancka, po każdej stronie wejścia znajduje się jeden pilaster i dwa półpilastry, z jońskimi kapitelami. Drzwi zwieńczone bogato rzeźbionym nadprożem, ponad którym umiejscowione jest duże okrągłe okno, dające, ponad galerią organową, światło do wnętrza świątyni. Pomiędzy nim, a gzymsem – gładki fryz. Gzyms zwieńczony jest trójdzielnym elementem architektonicznym, na którego centralnej części umiejscowiony jest krzyż. Na kopule, której średnica jest niewiele mniejsza od szerokości kaplicy, dominuje latarnia z krzyżem na szczycie, dodatkowo doświetlająca wnętrze.

## Wnętrze kościoła
Jeśli kościół Santa Marija jest piękny od zewnątrz, jawi się on jaśniejszy po przekroczeniu jego progu. We wnętrzu dominują korynckie pilastry. Kopuła jest centralnie umiejscowiona. Cztery kompozytowe filary przechodzą w pendentywy, na których jest ona wsparta. Okna nad bocznymi drzwiami doświetlają wnętrze.

### Ołtarz
W kościele znajduje się jeden ołtarz, stojący na niewielkim podwyższeniu. Jego mensa jest kamienna, jej podstawa ma na froncie płaskorzeźbę. Predella w kolorze żółtym, z zielonym marmurowym tłem. Na ścianie ponad ołtarzem umieszczony jest tytularny obraz Wniebowzięcie Matki Bożej, otoczony rzeźbioną w kamieniu ramą. Półokrągłe apsyda ze sklepieniem konchowym z rzeźbionymi w kamieniu promieniami, w centrum którego znajduje się obraz, przedstawiający Boga Ojca z gołębicą, symbolizującą Ducha Świętego, w otoczeniu aniołów. Po obu stronach ołtarza drzwi, prowadzące do zakrystii.

### Grób Dun Salvatore Sammuta
W podłodze znaleźć można płytę nagrobną Dun Salvatore Sammuta, dobroczyńcy kościoła, oraz kościoła parafialnego w Balzan, który poświęcił cały swój majątek na budowę tej świątyni. Dun Salvatore zmarł 21 września 1859 i został tutaj pochowany.

## Historia współczesna
Na początku II wojny światowej w Balzan znalazło schronienie wielu uchodźców z Three Cities. Zostali oni rozlokowani w domach, a kościół pełnił funkcję sali wykładowej dla studentów prawa University of Malta. Po wojnie świątynia służyła jako magazyn figur procesyjnych. W roku 1987 grupa wolontariuszy odbudowała, mocno już zniszczoną, latarnię na kopule.
Przed rokiem 2004 kościół został gruntownie odnowiony; dobrą okazją do tego była 350 rocznica ustanowienia parafii w Balzan. 18 czerwca 2004 arcybiskup Joseph Mercieca poświęcił odnowioną świątynię, inaugurując tym obchody parafialne.
Dziś kościół Santa Marija można podziwiać w oryginalnym stanie, w jakim był po wybudowaniu ponad 170 lat temu. Służy on jako kaplica adoracji Najświętszego Sakramentu.

## Ochrona dziedzictwa kulturowego
Budynek świątyni wpisany jest na listę National Inventory of the Cultural Property of the Maltese Islands pod nr 00180.

W wykazie NICPMI ujęta została osobno, pod nr 00179, kamienna figura Matki Bożej, stojąca przed kościołem.